# Terumi Hashimoto
Terumi Hashimoto (jap. 橋本 照己, Hashimoto Terumi) ist ein ehemaliger japanischer Skispringer. Er sprang für das Team des Unternehmens Tōyō Jitsugyō (東洋実業).
Hashimoto erreichte in der Weltcup-Saison 1986/87 insgesamt einen Weltcup-Punkte und belegte damit am Ende der Saison punktgleich mit dem Russen Alexander Taranow, dem Norweger Erik Johnsen, dem Italiener Virginio Lunardi und seinem Landsmann Masahiko Harada den 85. und damit letzten Platz in der Weltcup-Gesamtwertung.